# Coupe de France 1931/32

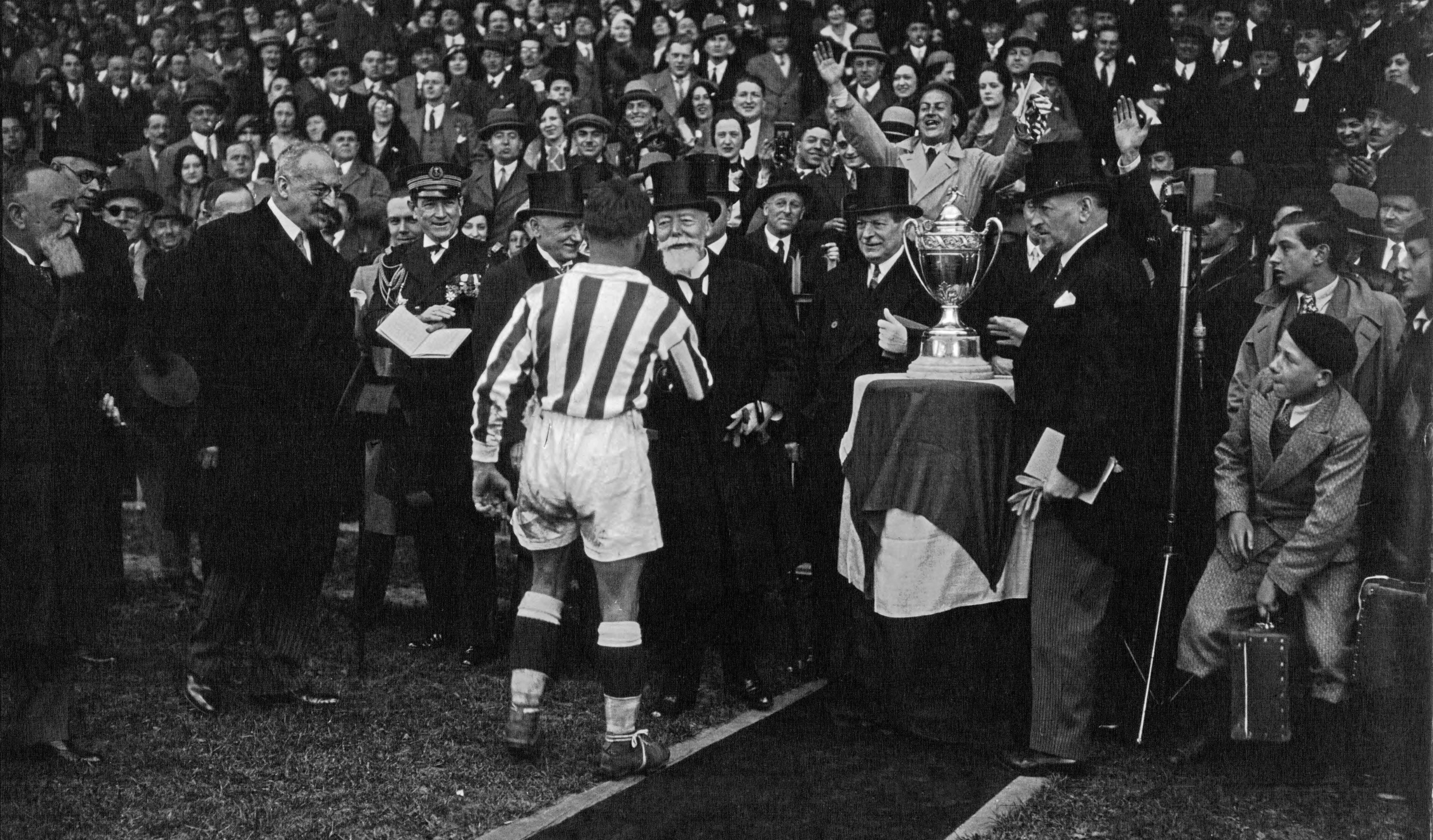
Paul Doumer neemt als aanvoerder van AS Cannes de Coupe de France in ontvangst

Het seizoen 1931/32 was het vijftiende seizoen van de Coupe de France in het voetbal. Het toernooi werd georganiseerd door de Fédération Française de Football Association (FFFA).
Dit seizoen namen er 438 clubs aan deel (15 meer dan de record deelname in het vorige seizoen). Het was de laatste editie voor de invoering van de professionele National liga. De competitie eindigde op 24 april 1932 met de finale in het Stade Olympique Yves-du-Manoir in Colombes. De zege ging voor de eerste keer naar AS Cannes die in de finale RC Roubaix met 1-0 versloeg.

## Uitslagen

### 1/32 finale
De 1/32e finale was de vierde ronde, inclusief de voorronde. De wedstrijden werden op 20 december 1931 gespeeld, de enige beslissingswedstrijd op 27 december.
| Winnaar               | Uitslag       | Verliezer           |
| --------------------- | ------------- | ------------------- |
| AS Cannes             | niet gespeeld | SC Saint-Étienne    |
| RC Roubaix            | 4-0           | US Quevilly         |
| Racing Club de France | 4-2           | FC Mont-de-Marsan   |
| OGC Nice              | 4-2 nv        | FC Bischwiller 07   |
| Olympique Lille       | 5-1           | JA Saint-Ouen       |
| FC Rouen              | 1-0           | US Bruay            |
| Le Havre AC           | 5-3           | SC Abbeville        |
| Iris Club Lillois     | 3-1           | UL Moyeuvre Grande  |
| US Belfort            | 4-3           | RC Arras            |
| Red Star Olympique    | 5-0           | JS Desvres          |
| FC Sochaux            | 4-1           | SSR Petite Rosselle |
| AC Amiens             | 8-1           | US Saint-Aubin      |
| AS Girondins Bordeaux | 1-0           | US Suisse Paris     |
| US Saint-Servan       | 4-1           | Stade Bordeaux      |
| Excelsior Roubaix     | 2-1           | ES Juvisy           |
| FC Sète               | 4-0           | CO Saint-Fons       |

| Winnaar             | Uitslag     | Verliezer                 |
| ------------------- | ----------- | ------------------------- |
| FC Mulhouse         | 4-0         | SC Lourches               |
| RC Lens             | 6-1         | AS Troyes-Savinienne      |
| Club Français       | 8-1         | FC Grasse                 |
| ES Bully            | 1-1 nv; 3-1 | AS Strasbourg             |
| US Tourcoing        | 3-1         | ES Hayange                |
| FC Lorient          | 5-1         | La Bastidienne Bordeaux   |
| ASSB Oignies        | 2-1         | CASG Paris                |
| CA Paris            | 5-3         | Drapeau Fougères          |
| Stade Français      | 14-1        | SC Victor Hugo Marseille  |
| US Annemasse        | 2-1         | RC Strasbourg             |
| Olympique Alès      | 1-0 nv      | CD Español Bordeaux       |
| SO Montpellier      | 6-1         | FA Illkirch-Graffenstaden |
| USA Clichy          | 5-1         | JA Saint-Servan           |
| Olympique Marseille | 3-0         | Stade Enghien-Ermont      |
| US Boulogne         | 3-0         | SC Reims                  |
| SC Nîmes            | 4-0         | SO L’Est                  |

### 1/16 finale
De wedstrijden werden op 10 januari 1932 gespeeld.
| Winnaar               | Uitslag | Verliezer     |
| --------------------- | ------- | ------------- |
| AS Cannes             | 2-1     | FC Mulhouse   |
| RC Roubaix            | 5-1     | RC Lens       |
| Racing Club de France | 4-3     | Club Français |
| OGC Nice              | 1-0     | ES Bully      |
| Olympique Lille       | 3-1     | US Tourcoing  |
| FC Rouen              | 4-0     | FC Lorient    |
| Le Havre AC           | 5-0     | ASSB Oignies  |
| Iris Club Lillois     | 2-1     | CA Paris      |

| Winnaar               | Uitslag | Verliezer           |
| --------------------- | ------- | ------------------- |
| US Belfort            | 3-2 nv  | Stade Français      |
| Red Star Olympique    | 5-0     | US Annemasse        |
| FC Sochaux            | 3-2     | Olympique Alès      |
| AC Amiens             | 3-2     | SO Montpellier      |
| AS Girondins Bordeaux | 1-0     | USA Clichy          |
| US Saint-Servan       | 1-0     | Olympique Marseille |
| Excelsior Roubaix     | 5-1     | US Boulogne         |
| FC Sète               | 2-1     | SC Nîmes            |

### 1/8 finale
De wedstrijden werden op 7 februari 1932 gespeeld.
| Winnaar               | Uitslag | Verliezer          |
| --------------------- | ------- | ------------------ |
| AS Cannes             | 7-1     | US Belfort         |
| RC Roubaix            | 3-0     | Red Star Olympique |
| Racing Club de France | 2-1     | FC Sochaux         |
| OGC Nice              | 6-4     | AC Amiens          |

| Winnaar           | Uitslag | Verliezer             |
| ----------------- | ------- | --------------------- |
| Olympique Lille   | 1-0     | AS Girondins Bordeaux |
| FC Rouen          | 5-0     | US Saint-Servan       |
| Le Havre AC       | 2-1 nv  | Excelsior Roubaix     |
| Iris Club Lillois | 2-1     | FC Sète               |

### Kwartfinale
De wedstrijden werden op 6 maart 1932 gespeeld. De enige beslissingswedstrijd op 13 maart.
| Winnaar               | Uitslag     | Verliezer         |
| --------------------- | ----------- | ----------------- |
| AS Cannes             | 2-0         | Olympique Lille   |
| RC Roubaix            | 3-1         | FC Rouen          |
| Racing Club de France | 0-0 nv; 4-2 | Le Havre AC       |
| OGC Nice              | 3-1         | Iris Club Lillois |

### Halve finale
De wedstrijden werden op 3 april 1932 gespeeld.
| Winnaar    | Uitslag | Verliezer             |
| ---------- | ------- | --------------------- |
| AS Cannes  | 1-0     | Racing Club de France |
| RC Roubaix | 3-0     | OGC Nice              |

### Finale
De wedstrijd werd op 24 april 1932 gespeeld in het Stade Olympique Yves-du-Manoir in Colombes voor 36.143 toeschouwers. De wedstrijd stond onder leiding van scheidsrechter Louis Raguin.
| Winnaar         | Uitslag | Finalist   |
| --------------- | ------- | ---------- |
| AS Cannes       | 1-0     | RC Roubaix |
| Louis Clerc 83' |         |            |

1917/18 · 1918/19 · 1919/20 · 1920/21 · 1921/22 · 1922/23 · 1923/24 · 1924/25 · 1925/26 · 1926/27 · 1927/28 · 1928/29 · 1929/30 · 1930/31 · 1931/32 · 1932/33 · 1933/34 · 1934/35 · 1935/36 · 1936/37 · 1937/38 · 1938/39 · 1939/40 · 1940/41 · 1941/42 · 1942/43 · 1943/44 · 1944/45 · 1945/46 · 1946/47 · 1947/48 · 1948/49 · 1949/50 · 1950/51 · 1951/52 · 1952/53 · 1953/54 · 1954/55 · 1955/56 · 1956/57 · 1957/58 · 1958/59 · 1959/60 · 1960/61 · 1961/62 · 1962/63 · 1963/64 · 1964/65 · 1965/66 · 1966/67 · 1967/68 · 1968/69 · 1969/70 · 1970/71 · 1971/72 · 1972/73 · 1973/74 · 1974/75 · 1975/76 · 1976/77 · 1977/78 · 1978/79 · 1979/80 · 1980/81 · 1981/82 · 1982/83 · 1983/84 · 1984/85 · 1985/86 · 1986/87 · 1987/88 · 1988/89 · 1989/90 · 1990/91 · 1991/92 · 1992/93 · 1993/94 · 1994/95 · 1995/96 · 1996/97 · 1997/98 · 1998/99 · 1999/00 · 2000/01 · 2001/02 · 2002/03 · 2003/04 · 2004/05 · 2005/06 · 2006/07 · 2007/08 · 2008/09 · 2009/10 · 2010/11 · 2011/12 · 2012/13 · 2013/14 · 2014/15 · 2015/16 · 2016/17 · 2017/18 · 2018/19 · 2019/20 · 2020/21 · 
2021/22 · 2022/23 · 2023/24 · 2024/25 ·